# Jodis concolor
Jodis concolor är en fjärilsart som beskrevs av W. Warren 1893. Jodis concolor ingår i släktet Jodis och familjen mätare. Inga underarter finns listade i Catalogue of Life.